# 呂佩瑀
呂佩瑀（?—?），廣西省鬱林直隸州陸川縣温泉乡洞心村人，清朝政治人物。
同治十二年（1873年）癸酉科举人，光緒九年（1883年）癸未科三甲138名進士。同年五月，著交吏部掣签分发各省，以知县即用。历任湖南宁乡、邵阳、新田、江西安福等县知县，升永桂理猺通判。